# Jok Foe
Jok Foe was een Belgisch productiehuis voor televisieprogramma's, opgericht in 2001 door Goedele Liekens en Chris Cockmartin. In 2007 werd het deels overgenomen door Sanoma Belgium. In 2009 volgde de volledige ontmanteling.
Tot de programma's die Jok Foe produceerde behoren onder meer:
- Goedele, Recht van Antwoord en Sterke Vrouwen (uitgezonden door VTM), gepresenteerd door Goedele Liekens zelf;
- Het rechte pad (uitgezonden op Eén): "realityreeks" die zes jongeren van 18 jaar volgde, die  een groot deel van hun jeugd in instellingen hadden doorgebracht, op een bezinningstocht te paard over de Andes, samen met hun begeleiders;
- De Planckaerts (VTM), over ex-wielrenner Eddy Planckaert en zijn familie;
- Zonnekinderen in Frankrijk/Schotland/Turkije (Eén), "realityreeks" waarin een aantal jongeren met een lichte mentale handicap gevolgd worden tijdens een vakantiereis;
- De leeuwenkuil (Eén), debatprogramma gepresenteerd door Inge Becks, dat echter na enkele afleveringen werd afgevoerd;
- De Wellness Kliniek (VTM), dat een aantal patiënten van plastisch chirurg Jeff Hoeyberghs volgde.
- Slimmer dan een kind van 10? (VT4), deelnemers keren nog eenmaal terug naar lagere school en kunnen tot 100.000 euro winnen.
- De Trouw die ik (niet) Wou (VIJFtv), met de hulp van Sophie Dewaele krijgen mensen wier huwelijksfeest fout liep een tweede kans.